# Croftville
Croftville ist eine Siedlung auf gemeindefreiem Gebiet („Unincorporated Community“) im Cook County im Nordosten des US-amerikanischen Bundesstaates Minnesota.

## Geografie
Croftville liegt am Nordufer des Oberen Sees, des westlichsten und am höchsten gelegenen der Großen Seen. Der Ort liegt auf 47°45′54″ nördlicher Breite und 90°16′32″ westlicher Länge. Croftville liegt innerhalb von West Cook, einem nicht organisierten Gebiet („Unorganized Territory“) im Westen des Cook Countys.
Benachbarte Orte von Croftville sind Grand Marais (4,8 km südwestlich) und Hovland (25,1 km nordöstlich).
Die nächstgelegenen größeren Städte sind Thunder Bay in der kanadischen Provinz Ontario (123 km nordöstlich) und Duluth (182 km südwestlich). Minneapolis, die größte Stadt Minnesotas, liegt 429 km südwestlich.
Die Mündung des Pigeon River, der die Grenze zu Kanada bildet, liegt 61,1 km nordöstlich.

## Verkehr
Die Hauptstraße von Croftville wird von der am Nordufer des Oberen Sees entlangführenden Minnesota State Route 61 gebildet. Alle weiteren Straßen sind untergeordnete teils unbefestigte Fahrwege sowie innerörtliche Verbindungswege.
Die nächstgelegenen Flughäfen sind der 119 km nordöstlich gelegene Thunder Bay International Airport und der 188 km südwestlich gelegene Duluth International Airport; der Minneapolis-Saint Paul International Airport liegt 437 km südwestlich.

## Geschichte
Croftville ist zu Beginn des 20. Jahrhunderts nordöstlich von Grand Marais entstanden. Die Siedlung geht auf die Fischer Peter Olsen und die namensgebenden Brüder Charles und Joe Croft zurück, die 1894 in die Gegend kamen.